# Pracejovice
Pracejovice jsou obec v okrese Strakonice v Jihočeském kraji, po pravé straně řeky Otavy v rovinaté krajině Strakonické kotliny (nejzápadnějšího výběžku Českobudějovické pánve) čtyři kilometry západně od Strakonic. Obcí probíhá železniční trať 190 Plzeň – České Budějovice a také Otavská cyklostezka. Jihovýchodní částí katastru protéká Drachkovský potok, na němž jsou čtyři rybníky (Drachkovský, Pitaňský, Dětský a Písečný). Žije zde 322 obyvatel.

## Historie
V roce 1931 nalezl archeolog Bedřich Dubský na cestě mezi Pracejovicemi a Sloučínem u Novosedel mohylu keltského kmene Bójů. Osada na území dnešní obce vznikla patrně na přelomu 10. a 11. století. V roce 1233 se Makarov uvádí jako majetek kláštera svatému Jiří. Pracejovice byly ve 13. století v majetku Bavorů ze Strakonic. První písemná zmínka o obci pochází z 22. ledna 1308, kdy Bavor III. prodal ves i s rýžovištěm, rybníkem a lukami johanitům ve Strakonicích.
Americká armáda osvobodila Pracejovice 6. května 1945.

## Obyvatelstvo
| Rok            | 1869 | 1880 | 1890 | 1900 | 1910 | 1921 | 1930 | 1950 | 1961 | 1970 | 1980 | 1991 | 2001 | 2011 | 2021 |
| -------------- | ---- | ---- | ---- | ---- | ---- | ---- | ---- | ---- | ---- | ---- | ---- | ---- | ---- | ---- | ---- |
| Počet obyvatel | 386  | 389  | 373  | 388  | 386  | 371  | 359  | 292  | 328  | 301  | 294  | 302  | 305  | 298  | 318  |
| Počet domů     | 50   | 54   | 57   | 61   | 63   | 64   | 65   | 72   | 71   | 69   | 67   | 79   | 91   | 98   | 105  |

## Obecní správa

### Části obce
- Makarov
- Pracejovice

V letech 1850–1920 a od 14. června 1964 do 31. prosince 1991 k obci patřil i Drachkov.

### Obecní symboly
Znak a vlajka byly obci uděleny rozhodnutím předsedy Poslanecké sněmovny Parlamentu České republiky dne 5. října 2004.

## Pamětihodnosti
- Rýžoviště zlata, archeologické naleziště v lese Hůl
- Špýchar usedlosti čp. 17
- Švehlův dům čp. 13
- Kaple Panny Marie z roku 1898
- Pomník obětem první světové války a vojákům americké armády[8]
- V sousedství obce se nachází přírodní rezervace Bažantnice u Pracejovic.

## Osobnosti
- Rudolf Beran (1887–1954), předseda česko-slovenské a poté protektorátní vlády v letech 1938–1939[9]